# Psephenus falli
Psephenus falli is een keversoort uit de familie keikevers (Psephenidae). De wetenschappelijke naam van de soort werd in 1893 gepubliceerd door Thomas Lincoln Casey.